# Gōjū-ryū
Gōjū-ryū (jap. 剛柔流 gōjū-ryū) – sztuka walki karate bojowego wywodząca się z wyspy Okinawa. Termin gōjū-ryū oznacza styl "twardy-miękki". 
Jest to oryginalny, tradycyjny styl walki stworzony na podstawie stylu kung fu poznanego przez mieszkańców tej wyspy: Kanryō Higaonna (1853-1916) i Chōjun Miyagi (1888–1953) w południowych Chinach. Jest to styl bojowy, a nie sportowy, niemający nic wspólnego z agresją. Nie liczy się punktów jak w odmianach sportowych. Bardzo istotne są w nim ćwiczenia oddechowe ibuki i nogare oraz treningi na przyrządach okinawskich makiwara czy yari-bako. 
Ponadto ćwiczenia takie uczą technik przyciągania i pchania przeciwnika, blokowania rąk i nóg, a następnie zadania uderzenia w punkty witalne przeciwnika. Styl ten poprawia zdrowie i kondycję głównie młodzieży i dzieci. Brak górnej granicy wieku do uprawiania tej sztuki walki.